# 31097 Nucciomula
31097 Nucciomula è un asteroide della fascia principale. Scoperto nel 1997, presenta un'orbita caratterizzata da un semiasse maggiore pari a 3,9481816 UA e da un'eccentricità di 0,1071923, inclinata di 2,70933° rispetto all'eclittica.